# Бризуры
Бризу́ры — отличительные геральдические знаки младшего поколения. Характерны в основном для английской геральдической системы.

## Особенности бризур

Герб наследника Британской короны принца Уэльского

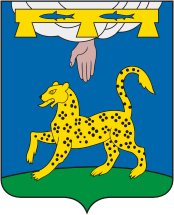
Титло в гербе Псковского района означает «неразрывную связь с городом Псковом»

Особенности герба в значительной степени зависели от национальной принадлежности владельца. К примеру, в Речи Посполитой один неизменяемый герб мог использовать целый клан, состоящий из семей, не имеющих кровного родства. В Португалии каждый член семьи мог выбрать герб по собственному усмотрению: со стороны отца, так и матери. При этом существовала система опознавательных знаков-маркеров (бризур), обозначающих сторону наследования.
Маркерами служат стандартные геральдические фигуры, которые могут использоваться не только в качестве маркеров. Например, в шотландской геральдике для идентификации младших ветвей семьи активно используется цветная Кайма, изломанные разделительные линии.
Бризуры могут намеренно нарушать правило тинктур для отличия их от остальных геральдических фигур.
В российской геральдике подобная система маркеров не применялась, хотя иногда для указания на второстепенность, зависимость использовалось титло или Кайма.

## Титло
Ламбель (в русской геральдике называемый «титлом» или «турнирным воротником») — самый распространённый знак младшего поколения, указывающий на старшего сына-наследника при живом отце, деде или прадеде. Фигура, вероятно происходит от деталей конской сбруи — это верёвка с лентами-флажками (пойнтами). На самом ламбеле также могли располагаться дополнительные символы. Поначалу число лент не несло особой смысловой нагрузки, но со времени Эдуарда Чёрного Принца три ленты ламбеля как правило помещаются на щите наследника при живом отце, пять лент — при живом деде, семь — при живом прадеде. После того, как старший сын становился главою рода, ламбель мог быть удалён. Турнирный воротник был обычным дополнением в геральдике Англии, Шотландии, Франции, Бельгии, Испании, Португалии, и в Италии. В течение столетий внуки британского монарха использовали ламбели с пятью лентами, но современность внесла коррективы. Так, принц Уильям, имеет в своём гербе только три ленты, при этом центральная украшена раковиной-гребешком (эскалопом), взятым из герба его матери, принцессы Дианы Спенсер.
Для последующих сыновей существовали другие знаки отличия.
Один из первых знаков ламбеля высечен в камне на щите английского рыцаря XIII столетия Александра Джиффарда в Бойтоне (Уилтшир, Англия). Турнирный воротник с пятью лентами наложен на щит червленого поля с тремя серебряными шагающими леопардовыми львами.
Титла также применялись в гербе французской королевской семьи для обозначения младших ветвей монаршей фамилии. Серебряные использовались Орлеанским домом, красные — Бурбонским. Ответвления рода отличали свои ламбели небольшими геральдическими фигурами. К примеру, графы Ангулемские украсили серебряный ламбель Орлеанского дома тремя красными полумесяцами.

## Бризуры младших сыновей

Бризуры в английской геральдике

Бризуры в канадской геральдике

Определённого закона для применения таких знаков не имелось, но в случае использования, они располагались в центре главы щита. В основу знаков были положены символы из диалогов Карла Великого со своим духовником Алкуином. Так в роду графов Булонских солнце обозначало самого графа, полумесяц — второго сына, звезда — третьего, птица — четвёртого. Широкое применения этот набор символов получил в английской геральдике:
- Второй сын — символ лежащего полумесяца (кресчент). Стал почётным геральдическим знаком со времени крестовых походов, особенно уважаемым у французских крестоносцев.
- Третий сын — знак пятиконечной звезды (муллет).
- Четвёртый сын — знак птицы-вестника (мартлет).
- Пятый сын — знак небольшого кольца (аннулет)
- Шестой сын — знак геральдической лилии (флёр-де-ли)
- Седьмой сын — знак розы (розэ)
- Восьмой сын — знак креста с раздвоенными и завитыми концами, сходный с деталью мельничного механизма (кросс мулине).
- Девятый сын — знак восьмилепесткового цветка (октофоль).

В герб потомков этих сыновей в свою очередь мог также добавляться соответствующий символ младшей линии рода, который вписывался в предыдущий знак младшего поколения. Однако подобное добавление крайне усложняло и уменьшало всю композицию щита, теряло смысл.

## Знаки дочерей
Дочери не считались в геральдике столь же значимыми, как сыновья. Даже если в семье не было сыновей, то дочери не имели отличительных знаков младшего поколения, у каждой был лишь герб в виде ромба. В настоящее время в Канаде используются новые знаки отличия для женской линии младшего поколения (до девятой дочери), дающиеся владелицам герба.

## Приёмные дети
С разрешения приёмных родителей могли использовать их герб, украшенный двумя сцепленными звеньями цепи.